# Petrotilapia microgalana
Petrotilapia microgalana är en fiskart som beskrevs av Ruffing, Lambert och Stauffer 2006. Petrotilapia microgalana ingår i släktet Petrotilapia och familjen Cichlidae. Inga underarter finns listade i Catalogue of Life.